# Capture/Release
Albums de The Rakes
Ten New Messages
(2007)
Capture/Release est le premier album du groupe anglais The Rakes. Sorti en 2005 pour les pays anglophones mais seulement en 2006 pour la France

## Pistes de l'album
1. Strasbourg
2. Retreat
3. 22 Grand Job
4. Open Book
5. The Guilt
6. Binary Love
7. We Are All Animals
8. Violent
9. T Bone
10. Terror!
11. Work, Work, Work (Pub Club Sleep)
12. All Too Human
13. Votamin V
14. Ausland Mission
15. Automation
16. Dark Clouds
17. Something Clicked And I Feel OffThe Edge [Demo]
18. Wish You Were Here
19. Retreat [Phones Remix]

## Anecdote
- Le single Open Book a été reprise pour la publicité CANALSAT et Nouveau Canalsat.
- Le single Strasbourg a été utilisé dans le jeu FIFA 06.